# Bank of America Center (Houston)
Bank of America Center è un grattacielo situato a Houston, negli Stati Uniti.

## Storia
L'edificio, precedentemente noto come RepublicBank Center, NCNB Center e NationsBank Center, è stato completato nell'ottobre 1983 e progettato dall'architetto Philip Johnson dello studio d'architettura Johnson/Burgee Architects.

## Descrizione
Con un'altezza di 237,75 m, è il quarto edificio più alto della città.